# Phlebia ardesiaca
Phlebia ardesiaca är en svampart som beskrevs av Parmasto 1967. Phlebia ardesiaca ingår i släktet Phlebia och familjen Meruliaceae.   Inga underarter finns listade i Catalogue of Life.